# Ивовый толстяк
Ивовый толстяк (лат. Lamia textor) — транссевероазиатский вид жесткокрылых из семейства усачей и подсемейства ламиин. Жук длиной от 15 до 32 мм. Встретить можно с апреля по октябрь. Яйцо длиной 4,5—5 мм, а в диаметре 1,2—1,4 мм.

## Распространение
В Западной Европе распространён везде, кроме крайнего севера, также распространён в Центральной и Восточной Европе, Сибири (встречается при наличии подходящих стаций всюду, начиная от южных частей тундры), на Кавказе, Закавказье (редок), Сахалине, на севере и западе Казахстана, Японии, Кореи и на северо-востоке Китая.

## Характеристика

### Имаго
Голова с узкой продольной бороздкой. Лоб чуть выпуклый, в очень густой, довольно крупной и сильно морщинистой пунктировке, помимо этого — в мелких точках. Темя в очень крупных, плоских, густых точках, с сильно морщинистыми промежуткамии в сплошной, мелкой и густой пунктировке. Усики у самца достигают начала вершинной трети надкрылий или немного заходят на него, у самки заходят за середину, но начала вершинной трети обычно не достигают. 11-й членик усиков у самца очень длинный, в вершинной половине редко суженный, со слабым и неясным, но различимым перехватом (следами придатка), у самки без следов перехвата, постепенно суженный к концу. Первый членик усиков в густой, морщинистой пунктировке, остальные — в густых мелких точках или с редкими точками.
Переднеспинка в очень больших и плоских густых точках, с морщинисто приподнятыми неправильными промежутками или в густой сети неправильных, небольших ячеек. Морщинки в немногочисленных точках, ячейки в густой и очень мелкой пунктировке. Поверхность на диске несколько неровная, обычно со слабыми возвышениями перед задней перетяжкой, причём срединное возвышение более заметное и большей частью разделённые продольной линией или килем.
Надкрылья с выступающими вперёд плечевыми углами, которые заметно охватывают основание переднеспинки, позади плечевых углов слабо сжатые и почти от плечевых углов чуть суженные, но нередко снова немного расширенные около середины, в среднем, в основной половине или даже в двух первых третях почти параллельные, в вершинной трети постепенно и округлено, но заметно суженные к вершине, в вершинной части суженные очень сильно, на вершине нешироко притуплённые или очень плоско округлённые. Сильно выпуклые поперёк, в продольном направлении почти ровные от щитка до начала вершинной четверти, где есть достаточно крутой скат — более отлогий из-за большей вытянутости в этом месте у самок. Околоплечевое вдавление намечено слабо. Поверхность в густой и очень мелкой пунктировке, а также в очень мелких, гладких зёрнышках, густых и довольно равномерных, более крупных на основании и постепенно переходящих в шероховатые точки с приподнятым передним краем в вершинной трети или четверти.
Обычно без следов продольных линий (forma typica), но изредка с резко выраженными, большей частью неоднократно приравненными, тремя спинными рёбрами, которые придают жукам чрезвычайно своеобразный вид (var. tricarinata Cornel). Брюшко в мелкой пунктировке, с более крупными точками, скульптура первого стернита значительно грубее, чем остальных.

### Яйцо
Яйца белого цвета, имеют вытянутую, чуть изогнутую форму, на полюсах равномерно закруглённые. Хорион яиц в глубокой мелкой ячеистой скульптуре.

## Развитие
Живёт под корой, задевая заболонь, позже в древесине. Личинка в основном встречается в нижней части стволов, откуда ходы проникают в верхние части корней. Встречаются иногда и в ветвях. Ходы неправильные, пересекают древесину в разных направлениях, особенно в ветвях и тонких стволах. Часто заселяют ивы вместе с мускусным усачом (Aromia moschata).

## Экология
Личинка ивого толстяка заселяет преимущественно ивы (Salix), реже тополи (Populus), осины (Populus tremula) и берёзы (Betula), иногда ольху (Alnus), главным образом живые деревья. Как дополнительное питание для жука может быть кора ивовых побегов. Жуки главным образом встречаются у основания стволов или побегов, среди корней и мусора, также под сваленными деревьями. Во время многочисленности особей, этот вид может становиться серьёзным физиологическим вредителем.

### Естественные враги
На личинке паразитируют осы-наездники вида Ephialtes messor (из семейства ихневмонид).